# Římskokatolická farnost Čížkovice
Římskokatolická farnost Čížkovice (lat. Tschischkovicium) je církevní správní jednotka sdružující římské katolíky na území obce Čížkovice a v jejím okolí. Organizačně spadá do litoměřického vikariátu, který je jedním z 10 vikariátů litoměřické diecéze. Centrem farnosti je kostel svatého Jakuba apoštola v Čížkovicích.

## Historie farnosti

### Předbělohorští duchovní správci
První zmínka o farní lokalitě pochází z roku 1318. Plebánie zde byla již před rokem 1384. Matriky jsou vedeny od roku 1679. Z roku 1324 se dochovala zmínka o kostele, který vlastnil rod Kaplířů ze Sulevic. V roce 1341 je znám kněz Martin. Jako první písemně doložený kněz na Čížkovickém panství se uvádí roku 1363 Prokop Jan z  Malhostic. Někdy od roku 1407 zde působil Svach z Čížkovic, který byl také duchovním správce ve Velemíně. Záznam ho uvádí ještě v roce 1411. Posvátná místa Království českého uvádí v místě v letech 1415–1416 kněze Martina. Antonín Ludvík Frind v díle Kirchengeschichte Böhmens  in der Adminstratorenzeit píše: „V Třebenicích byl v roce 1571 ženatý utrakvistický kněz, jemuž předaly ke spoluadministrování svou faru v Sutomi Zdislava Kaplířová ze Sulevic a faru Čížkovice Ludmila Kaplířová ze Sulevic.“

### Pobělohorští duchovní správci
Čížkovice po bitvě na Bílé hoře spadaly pod lovosický farní obvod a od roku 1630 byla farnost spravována z Třebenic
- 1630 – 1655 Vít Alois Hortul
  - 1672 Matiáš Josef Resarcitor (Matouš Jan Nápravník-Resuscitor), kaplan
- 1692 Johan Josef Lisetti[4]

Do roku 1675 byla farnost spravována ze Siřejovic, přičemž patrocinium je doloženo od roku 1510
- 30. 11. 1703 Matyáš Josef Resarcitor (Matouš Jan Nápravník-Resuscitor), † 18. 7. 1719 (od roku 1679 byl administrátorem a od roku 1703 farářem)

V roce 1675 začala být místní farnost spravována z Čížkovic, což uvádí první písemná dochovaná Čížkovická matrika založená roku 1672
- 1707 – 1719 Johan Georg Landerhauser (Jan Jiří Landerhauser), † 18. 7. 1719 Čížkovice
- 1719 – 1731 Georg Heinrich Glok
- 2. 1. 1731 – 1742 Josef Franz Pusch, † 26. 5. 1742 Čížkovice
- 4. 6. 1742 – 1750 Václav František Kroupa (Kraupa[p 2])
- 1750 – 1753 Joann. Nepomuk Wencesl. Bauler von Hoehenburg (Jan Nepomuk Václav Bauller)
- 12. 12. 1753 – 5. 8. 1775 Josef Jan Žolda, n. 1711 Třebenice čp. 75, † 5. 8. 1775 Čížkovice ve věku 64 let
  - 1753 František Pek z Litoměřic, kaplan
  - 1773 – 1775 Josef Žolda z Třebenic, n. 1741 Třebenice, kaplan, poté se v Čížkovicích stal farářem
- 11. 8. 1775 Josef Žolda z Třebenic, n. 1741 Třebenice, † 29. 5. 1795 Čížkovice, pohřben na novém hřbitově založeném v roce 1793
  - 1775 Josef Jolasenezl, kaplan
  - 1779 František Henzl strarší, kaplan
  - 1784 Ignác Rulisch, kaplan
  - červen 1784 Matias Bulianzzek, kaplan
- 30. 9. 1795 – Josef Ernest Pollay, n. Jihlava, † 29. 9. 1819
  - 1797 Martin Sigemund, kaplan
  - 1797 Norbert Seenier, kaplan
  - 1799 Josef Rusch, Coudi Müller, kaplan
  - 1800 P. Victorin, kaplan
  - 1801 P. Cyrillus, kaplan
  - 1802 Placirus, kaplan
  - 1803 František Kůnzner, kaplan
  - 1806 Josef John, kaplan
- 1819 – 1837 Antonín Herzig, děkan, vikář, čestný kanovník; n. 10. 11. 1786 Siřejovice, o. 28. 4. 1808, † 25. 10. 1865 ve věku 75 let v Lovosicích
  - 1820 Franz Selink, kaplan
  - 1821 Josef Seliger, kaplan
  - 1825 Franz Dvorzak, kaplan
  - 1827 Josef Schaurek, kaplan
  - 1829 Felix Heller, kaplan
  - 1835 Johan Huffmann, kaplan
  - 1836-1837 Josef Philipp, kaplan
- 13. 7. 1837 –  19. 4. 1889 Wenzel Zacke, n. 29. 11. 1805 Pavlovice, o. 5. 8. 1831, † 19. 4. 1889 Čížkovice
  - 1838 Franz Duchon, kaplan
  - 1839 Johan Lohr, kaplan
  - 1842 Kratochvíl, kaplan
  - 1843 Antonín Czerny, kaplan
  - 1844 F. L. Nečásek, kaplan
  - 1845 Franc Nečásek, Franc Selink, kaplani
  - 1846 Margold Joann, kaplan
  - 1850 Franc Ovesny, kaplan
  - 1854 Kořínek Josef, n. 2. 12. 1828, † 7. 8. 1902 Třebenice;[p 3] Josef Böhm, kaplani
  - 1873 Franc Reymann, n. 17. 1. 1845, kaplan
  - 1874 Joann Evang. Kořínek, 19. 5. 1842 Liboň, † 13. 9. 1909 Jičín, kaplan
  - 1886 Josef Franc Rejzek, n. 17. 6. 1861, kaplan
- 4. 1. 1890 – 1908 Joann. Ev. Kořínek, n. 19. 1. 1842 Libunec, o. 15. 7. 1867, † 13. 9. 1909 Jičín
  -  ? – 3. 3. 1890 Karel Končínský,[p 4] kaplan
  - 31. 8. 1895 – 1.4.1896 Jan Nep. Náhlovský, n. 18. 2. 1869,[p 5] kaplan
  - 8. 4. 1896 – 28. 7. 1903 Franc Xaver Šrámek, n. 16. 3. 1870 Chorušice, † 21. 7. 1954 Rožďalovice,[p 6] kaplan
  - 22. 8. 1903 – 2. 11. 1906 Josef Šťastný, n. 9. 3. 1880,[p 7] kaplan
  - 3. 11. 1906 Carol Gross, n. 11. 2. 1880, kaplan
- 1. 1. 1908 – 1. 7. 1908 byl administrátorem jmenován dosavadní čížkovický kaplan  Karel Gross
- 1. 7. 1908 – 31. 8. 1937 Franz Xaver Šrámek, n. 16. 3. 1870 Chorušice, o. 7. 7. 1895, od 16. 3. 1870 v Chorušicích, † 21. 7. 1954 Rožďalovice, uváděn jako 13. farář čížkovický 
  - 1909 Ferdinand Rosol, n. 30. 5. 1880, kaplan
  - 1912 Franc Gottieber, 22. 10. 1887, kaplan
  - 1913 Václav Mlejnek, n. 5. 9. 1889, kaplan
  - 1915 – 1916 kaplan nebyl
  - 1917 – 20. 8. 1919 Franc Pražák, n. 11. 1. 1889,[p 8] kaplan
  - červen 1920 – 26. 7. 1920 Zika, kaplan
  - 1920 – 14. 9. 1920 na vlastní žádost Franc Jekl, n. 19. 9. 1895,[p 9] kaplan
  - 1 .3. 1921 Adolf Kejval, kaplan
  - 1921 – 1937 kaplan nebyl
- 1. 9. 1937 par. vacat, adm. intercal. Franc. Stuchlík (Ploschenburg), n. 29. 8. 1906 Vídeň, o. 16. 6. 1935
  - 1938 Franc Stuchlík, n. 29. 8. 1906 Vídeň, kaplan
- 1941 – 12. 6. 1941 Josef Horký, n. 24. 12. 1889 Hrušovany (LT), † 11. 1. 1943 Dachau
- červen 1941 – září 1946 par. vacat, adm. intercal. Josef Kettner, n. 6. 10. 1909 Velký Šenov, o. 27. 6. 1937, † 14. 3. 1996 Gilserberg

### Duchovní správci po II. světové válce
Od roku 1946 byla farnost spravována z Třebenic
- 1. 9. 1946 – 1976 Václav Hortlík, n. 24. 8. 1910 Sobotka okr. Mnich. Hrad., † 1988 Libuň
- 1. 9. 1976 – 15. 11. 1977 MUDr. Ladislav Kubíček, n. 3. 1. 1926 Rachov, † 11. 9. 2004 Třebenice, pohřben v Kunštátě na Moravě
- 15. 11. 1977 – 30. 11. 1993 Ing. Josef Batta, n. 11. 3. 1917 Doloplazy u Olomouce, o. 28. 6. 1974, † 14. 3. 1996 Vsetín, pohřben v Doloplazech

Od 1. 10. 1993 do 1. 8. 1999 farnost spravována z Bohušovic nad Ohří a od 1. 8. 1999 z Třebenic
- 1. 10. 1993 – 11. 9. 2004 MUDr. Ladislav Kubíček, admin. exc. z Třebenic, n. 3. 1. 1926 Rachov, 6. 11. 2000 kanovník, † 11. 9. 2004 Třebenice, pohřben v Kunštátě na Moravě

Od 13. 9. 2004 farnost spravována z Libochovic
- 13. 9. 2004 – 1. 10. 2005 Józef Szeliga, admin. exc. z Libochovic, n. 2. 2. 1966

Od 1. 10. 2005 farnost spravována z Třebenic
1. 1. 2005 – 30. 9. 2005 Tomasz Dziedzic, n. 18. 2. 1974 Jaslo (Polsko), farní vikář
- 1. 10. 2005 – 28. 2. 2019 Tomasz Dziedzic,[5] admin. exc. z Třebenic, n. 18. 2. 1974 Jaslo (Polsko), od 1. 5. 2015 jmenován v Třebenicích farářem

Od 1. 3. 2019 farnost spravována z Libochovic
- 1. 3. 2019 Wojciech Szostek, admin. exc. z Libochovic
- 1. 10. 2023 Lukáš Hrabánek, admin. exc. z Libochovic[4]

### Kostelníci
- roku 1900 zmiňovaný Jan Köcher[p 10]
- 1907 kostelník[p 11]

Od roku 1945
- Jaroslav Horálek, starší z Čížkovic (Horálek Fr. † 17. 10. 1972 ve věku 73 let)
- Josef Svoboda z Jenčic, povoláním švec (kostelníkem ještě roku 1953)
- 1953 – 19(?) Marie Kerlová, starší z Čížkovic (n. 3. 6. 1910, † 6. 3. 1994)
- Marie Haindlová z Čížkovic
- Vladimír Černý, starší z Čížkovic (n. 26. 10. 1920, † 25. 6. 1997)
- 1995 – 2017 Olina Zahálková z Čížkovic (n. 21. 2. 1935, † 22. 11. 2021)
- od r. 1995 Martin Ladislav Brůža z Čížkovic/Lukavce (n. 22. 12. 1970)[6]

## Území farnosti
Do farnosti náleží území těchto obcí:
- Čížkovice (Tschischkowitz)[p 12]
- Keblice (Keblitz)[p 12]
- Radostice (Radositz)[p 12]
- Siřejovice (Schirschowitz)[p 12]
- Vrbičany (Worwitschan)[p 12]
- Želechovice (Schelchowitz)[p 12]

## Římskokatolické sakrální stavby na území farnosti
| | Fotografie | Stavba                     | Místo          | Bohoslužby                      | Zeměpisné souřadnice            | Status                 | Číslo kulturní památky           |
| Kostely | Kostely    | Kostely                    | Kostely        | Kostely                         | Kostely                         | Kostely                | Kostely                          |
| --- | ---------- | -------------------------- | -------------- | ------------------------------- | ------------------------------- | ---------------------- | -------------------------------- |
| 1. |            | Kostel sv. Jakuba apoštola | Čížkovice      | bližší informace o bohoslužbách | 50°29′4″ s. š., 14°1′41″ v. d.  | farní kostel           | 26600/5-1984 (Pk•MIS•Sez•Obr•WD) |
| 2. |            | Kostel sv. Bartoloměje     | Siřejovice     | bližší informace o bohoslužbách | 50°28′39″ s. š., 14°4′14″ v. d. | filiální kostel        | 105124 (Pk•MIS•Sez•Obr•WD)       |
| Kaple |            |                            |                |                                 |                                 |                        |                                  |
| 3. |            | Kaple sv. Václava          | Keblice        | bližší informace o bohoslužbách | 50°28′50″ s. š., 14°6′9″ v. d.  | kaple                  | —                                |
| 4. |            | Kaple Panny Marie          | Želechovice    | bližší informace o bohoslužbách | 50°28′33″ s. š., 14°2′27″ v. d. | obecní kaple           | —                                |
| Modlitebna |            |                            |                |                                 |                                 |                        |                                  |
| 5. |            | Kaple v domově důchodců    | Čížkovice      | bližší informace o bohoslužbách | 50°28′59″ s. š., 14°1′47″ v. d. | oratorium              | —                                |
| Zaniklé objekty |            |                            |                |                                 |                                 |                        |                                  |
| 6. |            | Kaple Panny Marie Bolestné | Vrbičany-zámek | nelze sloužit (zrušená kaple)   | 50°27′53″ s. š., 14°5′30″ v. d. | zaniklá zámecká oratoř | 43454/5-2454 (Pk•MIS•Sez•Obr•WD) |
| Některé drobné sakrální stavby a pamětihodnosti lze dohledat zde v databázi Drobné sakrální památky Zaniklé sakrální stavby lze dohledat zde v databázi Poškozené a zničené kostely, kaple a synagogy v České republice |            |                            |                |                                 |                                 |                        |                                  |

Ve farnosti se mohou nacházet i další drobné sakrální stavby, místa římskokatolického kultu a pamětihodnosti, které neobsahuje tato tabulka.

## Příslušnost k farnímu obvodu
Z důvodu efektivity duchovní správy byl vytvořen farní obvod (kolatura) farnosti – děkanství Libochovice, jehož součástí je i farnost Čížkovice, která je tak od 1. 3. 2019 spravována excurrendo z Libochovic.